# Лапуш (Марамуреш)
Лапуш (рум. Lăpuş) насеље је у Румунији у округу Марамуреш у општини Лапуш. Oпштина се налази на надморској висини од 390 m.

## Становништво
Према подацима из 2002. године у насељу је живело 3828 становника.

### Попис2002.
| Расподела становништва по националности 2002.‍ | Расподела становништва по националности 2002.‍ | Расподела становништва по националности 2002.‍ | Расподела становништва по националности 2002.‍ | Расподела становништва по националности 2002.‍ |
| --------------------------------------------- | --------------------------------------------- | --------------------------------------------- | --------------------------------------------- | --------------------------------------------- |
|                                               |                                               |                                               |                                               |                                               |
| Румуни                                        | Румуни                                        |                                               | 3.809                                         | 99,5%                                         |
| Мађари                                        | Мађари                                        |                                               | 19                                            | 0,5%                                          |